# Premio Golden Boy
El Premio Golden Boy es un trofeo anual que desde el año 2003 entrega el diario deportivo italiano Tuttosport al mejor futbolista del fútbol europeo menor de 21 años, y es considerado como el Balón de Oro a los jugadores jóvenes del panorama internacional. El único requisito, como en los inicios del citado Balón de Oro es que militen en un club europeo de máxima categoría.
El premio se concede tras la votación de 30 periodistas deportivos de toda Europa, y se entrega cada año, durante el mes de diciembre, en la sede del diario Tuttosport en Turín. Entre los periódicos que ahora participan en la votación se encuentran Bild (Alemania), Blick (Suiza), A Bola (Portugal), L'Équipe y France Football (Francia), Marca y Mundo Deportivo (España), Ta Nea (Grecia), Sport-Express (Rusia), De Telegraaf (Países Bajos) y The Times (Reino Unido). Cada miembro del jurado puede nominar a cinco jugadores, el jurado asignará 10 puntos al jugador que perciben como el más destacado, 7 al segundo, 5 al tercero, 3 al cuarto y 1 punto al quinto.
Ocho nacionalidades distintas se han repartido los premios, siendo la argentina, la brasileña, la inglesa, la neerlandesa y la portuguesa las que lo han logrado dos veces, todas por detrás de la francesa la cual ha logrado tres y la española con cinco, siendo la que ha conseguido más galardonados. Del mismo modo destacan Lionel Messi, Cesc Fàbregas, Mario Götze, Paul Pogba y Kylian Mbappé como los únicos cinco jugadores premiados a fecha de 2023 que han logrado ser campeones del mundo con su selección absoluta. El vigente poseedor del premio es el español Lamine Yamal, jugador del equipo F. C. Barcelona.
A partir de la edición de 2018 se añadió un premio similar reservado al mejor joven italiano, Golden Boy italiano, y a las jugadoras menores de 21 años, la European Golden Girl. Benedetta Glionna fue la primera galardonada, mientras que la vigente poseedora del mismo es la española Vicky López, centrocampista del F. C. Barcelona. Igualmente, desde 2021 se entrega también un Golden Award al mejor futbolista absoluto, sin la restricción de ser menor de 21 años que en su primer fallo recayó en Robert Lewandowski. Este es declarado por un jurado de 25 exfutbolistas.

## Historial

### Masculino
Desde que se instaurase el premio en 2003 ninguno de los premiados ha conseguido revalidar el galardón.
A continuación se listan los vencedores del premio, y el club al que pertenecían en el momento del fallo del premio. En 2018 se agregaron las categorías a «mejor joven italiano» y a los «más votados por el público» a través de la web, mientras que en 2021 se entregó también un Golden Award al mejor futbolista absoluto, sin la restricción de ser menor de 21 años. En su primer fallo recayó en Robert Lewandowski.
(En negrita, los vencedores que ganaron la Copa Mundial de Fútbol).
| Edición | Golden Boy                                  | Silver Boy                                  | Bronze Boy                                    | Golden Italiano                      | Web Golden Boy                   |
| ------- | ------------------------------------------- | ------------------------------------------- | --------------------------------------------- | ------------------------------------ | -------------------------------- |
| 2003    | Rafael van der Vaart (A. F. C. Ajax)        | Wayne Rooney (Everton F. C.)                | Cristiano Ronaldo (Manchester United F. C.)   | No entregado                         | No entregado                     |
| 2004    | Wayne Rooney (Manchester United F. C.)      | Cristiano Ronaldo (Manchester United F. C.) | Fernando Torres (Atlético de Madrid)          | No entregado                         | No entregado                     |
| 2005    | Lionel Messi (F. C. Barcelona)              | Wayne Rooney (Manchester United F. C.)      | Lukas Podolski (F. C. Köln)                   | No entregado                         | No entregado                     |
| 2006    | Cesc Fàbregas (Arsenal F. C.)               | Lionel Messi (F. C. Barcelona)              | Anderson Oliveira (F. C. Porto)               | No entregado                         | No entregado                     |
| 2007    | Sergio Agüero (Atlético de Madrid)          | Lionel Messi (F. C. Barcelona)              | Cesc Fàbregas (Arsenal F. C.)                 | No entregado                         | No entregado                     |
| 2008    | Anderson Oliveira (Manchester United F. C.) | Theo Walcott (Arsenal F. C.)                | Sergio Agüero (Atlético de Madrid)            | No entregado                         | No entregado                     |
| 2009    | Alexandre Pato (A. C. Milan)                | Stevan Jovetić (A. C. F. Fiorentina)        | Bojan Krkić (F. C. Barcelona)                 | No entregado                         | No entregado                     |
| 2010    | Mario Balotelli (Manchester City F. C.)     | Jack Wilshere (Arsenal F. C.)               | David de Gea (Atlético de Madrid)             | No entregado                         | No entregado                     |
| 2011    | Mario Götze (B. V. Borussia)                | Thiago Alcántara (F. C. Barcelona)          | Eden Hazard (Lille O. S. C.)                  | No entregado                         | No entregado                     |
| 2012    | Isco Alarcón (Málaga C. F.)                 | Stephan El Shaarawy (A. C. Milan)           | Thibaut Courtois (Atlético de Madrid)         | No entregado                         | No entregado                     |
| 2013    | Paul Pogba (Juventus F. C.)                 | Romelu Lukaku (Everton F. C.)               | Julian Draxler (F. C. Gelsenkirchen-Schalke)  | No entregado                         | No entregado                     |
| 2014    | Raheem Sterling (Liverpool F. C.)           | Divock Origi (Lille O. S. C.)               | Marquinhos Corrêa (Paris Saint-Germain F. C.) | No entregado                         | No entregado                     |
| 2015    | Anthony Martial (Manchester United F. C.)   | Kingsley Coman (F. C. Bayern)               | Héctor Bellerín (Arsenal F. C.)               | No entregado                         | No entregado                     |
| 2016    | Renato Sanches (F. C. Bayern)               | Marcus Rashford (Manchester United F. C.)   | Kingsley Coman (F. C. Bayern)                 | No entregado                         | No entregado                     |
| 2017    | Kylian Mbappé (París Saint-Germain F. C.)   | Ousmane Dembélé (F. C. Barcelona)           | Marcus Rashford (Manchester United F. C.)     | No entregado                         | No entregado                     |
| 2018    | Matthijs de Ligt (A. F. C. Ajax)            | Trent Alexander-Arnold (Liverpool F. C.)    | Justin Kluivert (A. S. Roma)                  | Patrick Cutrone (A. C. Milan)        | Kluivert - Davies - Vinícius     |
| 2019    | João Félix (Atlético de Madrid)             | Jadon Sancho (B. V. Borussia)               | Kai Havertz (Bayer Leverkusen)                | Gianluigi Donnarumma (A. C. Milan)   | Guendouzi - Mount - Lunin        |
| 2020    | Erling Haaland (B. V. Borussia)             | Ansu Fati (F. C. Barcelona)                 | Alphonso Davies (F. C. Bayern)                | Sandro Tonali (A. C. Milan)          | Fati - Haaland - Davies          |
| 2021    | Pedri González (F. C. Barcelona)            | Jude Bellingham (B. V. Borussia)            | Jamal Musiala (F. C. Bayern)                  | Roberto Piccoli (Atalanta B. C.)     | Adeyemi - De Ketelaere - Musiala |
| 2022    | Gavi (F. C. Barcelona)                      | Jude Bellingham (B. V. Borussia)            | Eduardo Camavinga (Real Madrid C. F.)         | Fabio Miretti (Juventus F. C.)       | Zalewski - Camavinga - Silva     |
| 2023    | Jude Bellingham (Real Madrid C. F.)         | Alejandro Balde (F. C. Barcelona)           | António Silva (S. L. Benfica)                 | Giorgio Scalvini (Atalanta B. C.)    | Jude Bellingham                  |
| 2024    | Lamine Yamal (F. C. Barcelona)              |                                             |                                               | Michael Kayode (A. C. F. Fiorentina) | Kenan Yıldız                     |

Nota *: Club en el momento de recibir el premio..

### Femenino
| Edición | Ganadora          | (Club)                   | Ganadora italiana | (Club)       |
| ------- | ----------------- | ------------------------ | ----------------- | ------------ |
| 2018    | Benedetta Glionna | (Juventus F. C.)         |                   |              |
| 2019    | Giada Greggi      | (A. S. Roma)             |                   |              |
| 2020    | Asia Bragonzi     | (Hellas Verona S. S. D.) |                   |              |
| 2021    | Martina Tomaselli | (U. S. Sassuolo Calcio)  |                   |              |
| 2022    | Jule Brand        | (VfL Wolfsburgo)         |                   |              |
| 2023    | Linda Caicedo     | (Real Madrid C. F.)      |                   |              |
| 2024    | Vicky López       | (F. C. Barcelona)        | Giulia Dragoni    | (A. S. Roma) |